# Kunduz flygplats
Kunduz flygplats är en flygplats i Afghanistan. Den ligger i provinsen Kunduz, i den nordöstra delen av landet, 240 kilometer norr om huvudstaden Kabul. Flygplatsen ligger 446 meter över havet. Närmaste större samhälle är staden Kunduz, 8 kilometer åt nordväst.